# Église Notre-Dame-des-Victoires (Kouang-Tchéou-Wan)
Pour les articles homonymes, voir Église Notre-Dame-des-Victoires.
L'église Notre-Dame-des-Victoires (chinois : 霞山天主教堂 ou 維多爾天主教堂) est une église catholique de style néogothique située à la cité de Zhanjiang, dans la province de Guangdong en Chine. Elle est construite de 1900 à 1903, pendant la période à laquelle la ville faisait partie du comptoir français de Kouang-Tchéou-Wan.
Aujourd'hui, l'Église Notre-Dame-des-Victoires est le siège du Diocèse de Beihai.